# Nyctemera paroeica
Nyctemera paroeica är en fjärilsart som beskrevs av Embrik Strand 1922. Nyctemera paroeica ingår i släktet Nyctemera och familjen björnspinnare. Inga underarter finns listade i Catalogue of Life.